# Георге Гюламила
Георге (Жорж) Я. Гюламила (на арумънски: Gheorghe Ghiulamila) е виден български търговец и арумънски общественик.

## Биография
Роден е в 1845 година в битолското влашко село Гопеш, тогава в Османската империя. Завършва архитектура. Участва активно в живота на арумънската колоние в София и е председател е на арумънското дружество.
Заедно с архитектите Наум Торбов и Богдан Раданов построяват за 500 000 лева първия кинотеатър в София „Одеон“ (разрушен от бомбардировките през Втората световна война). Гюламила е водеща и вероятно най-богата фигура в съдружието и е председател на Управителния съвет на дружеството. Гюламила е представител на „Пате фрер“ в България и един от ръководителите на Съюза на българските филмодавци.
През юли 1919 година Македоно-румънското културно-просветно дружество в Букурещ депозира пред Мирната конференция в Париж мемоар, подписан от д-р Г. Д. Гюламила, д-р Перикле Пючеря, Никола Папахаджи и Чезар Папакостя. Мемоарът заклеймява като крайно несправедлива подялбата на Македония от 1913 година, която „дълбоко не задоволи различните народности в Македония“. Затова тя трябва да се остави на македонците. „За да подпомогне реализирането на това толкова скъпо желание на македонците, Македоно-румънското културно-просветно дружество е натоварило вече една делегация избрана от собствената му среда, да се отнесе в Париж и да ходатайствува пред събраната в тоя град конференция върху базата на принципа на народностите и самоопределението на последните: 1. Признаване независимостта на румънския кантон в Пинд, прокламирана вече ог Националния съвет на населението в тоя край, и 2. За останалата част от Македония установяването на политически режим, който да осигури на всички националности в тая страна, включително и на румънския елемент пълна автономия във всяко отношение.“ Според мемоара румънското население настоява за автономна Македония по възможност по швейцарски образец, защото Македония е „толкова различна по своето етническо устройство“. Автономията има за цел и избягването на непосредственото съприкосновение между „държави като Гърция и България например“, които имат стари вражди и така да се избегне нова война Балканите.
Гюламила умира в 1928 година в София. Негов син е търговецът и общественик Йоан Гюламила.